# 特克斯勒消逝效應

在本例中，當長時間注視黑色十字架時，「丁香追逐者」錯覺中的斑點會在幾秒鐘後消失，留下灰色背景和十字架。有些觀看者可能會注意到移動的空間已經逐漸消失，變成一個移動的藍綠色光點，光點後面可能還跟著一小段痕跡。此外，一段時間後將視線從圖像上移開，可能會出現一圈短暫而強烈的綠色斑點殘影。

特克斯勒消逝效應（英語：Troxler's fading）是一種影響視覺感知的視錯覺。當人將視線定格在某一點上時，即使時間很短，定格點以外不變的刺激也會逐漸消失。研究表明，與特克斯勒消逝效應相關的感知現象至少有一部分發生在大腦中。

## 發現
1804年，當時在維也納行醫的瑞士醫生伊格納茨·保羅·維塔利·特克斯勒首次發現特克斯勒消逝效應。

## 過程

### 神經性適應
特克斯勒消逝效應是由於視覺系統中感知刺激的重要神經元發生了適應性變化。在感覺系統中，不變的刺激很快就會從我們的意識中消失，這是一般原理的一部分。例如，若有一張小紙片掉在人的前臂內側，我們會在短時間內感覺到它，但這種感覺很快就會消失。這是因為觸覺神經元已經適應並開始忽略這種不重要的刺激。但是若上下抖動手臂，給予不同的刺激，就會繼續感覺到紙的存在。

### 視覺相似

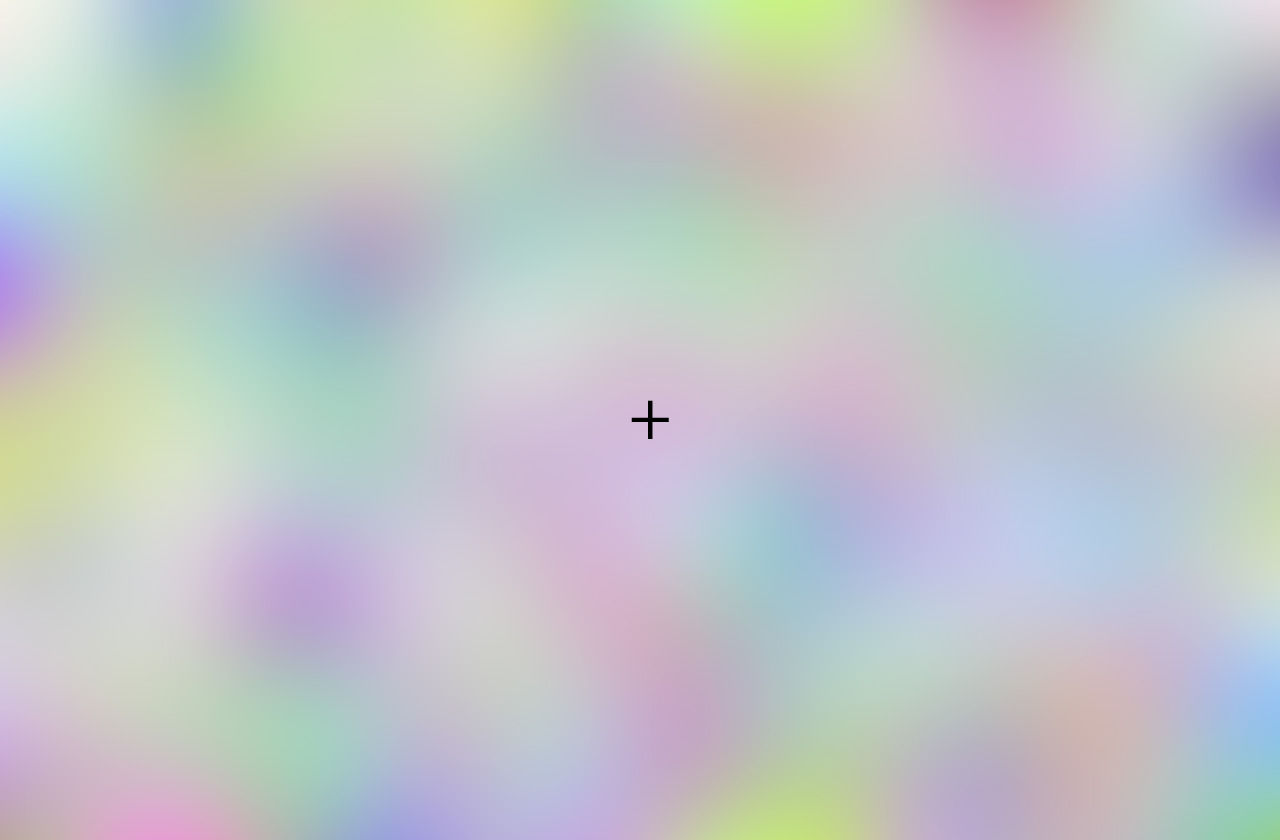
在不移動眼睛的情況下從不遠處觀察十字架，可以體驗到特克斯勒消逝的神經適應效應。幾秒鐘後，顏色似乎消失了。[點擊圖片放大]

當固定刺激物的視網膜圖像在視網膜上固定不動時（穩定視網膜圖像），也會出現類似的「感覺消逝」或填充現象。穩定至少有三種方法。
- 首先，可以在隱形眼鏡上安裝一個微型投影儀。投影儀將圖像投射到眼睛裡。當眼睛移動時，隱形眼鏡也會隨之移動，因此圖像始終會投射到視網膜的同一部位；
- 其次，我們可以監測眼球運動，並移動刺激物以消除眼球運動；
- 第三，人們可以誘發殘像，通常是通過強烈而短暫的閃光，例如使用照相閃光燈拍照（大多數人都經歷過的一種穩定視網膜圖像）。在視桿細胞和錐體的強烈反應下，影像會漂白在視網膜上。在所有這些情況下，刺激都會在很短的時間後消失。

如果刺激物小、對比度低（或「等亮度」）或模糊，特克斯勒效應就會增強。刺激物離固定點越遠，效應越強。

## 效應說明
由於視覺系統中除視桿細胞和視錐細胞之外的神經元都有很大的感受野，因此特克斯勒消逝效應在周邊視覺中不會出現視網膜圖像異常穩定的情況。這就意味著當凝視某物時，眼球會不由自主地微微移動，無法將刺激物移到新細胞的感受野上，實際上是給予了不變的刺激。本世紀，謝伯讓和P.U. Tse的進一步實驗表明，至少有一部分知覺消逝發生在大腦中，而不是眼睛裡。

## 外部連結
- Troxler project: a research project on Troxler's fading （页面存档备份，存于）